# Karl Schildener

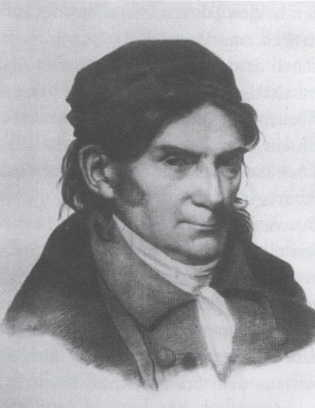
Karl Schildener

Karl Schildener (* 26. August 1777 in Greifswald; † 28. Dezember 1843 in Greifswald) war ein deutscher Jurist, Rechtshistoriker und Hochschullehrer. 

## Leben und Leistungen

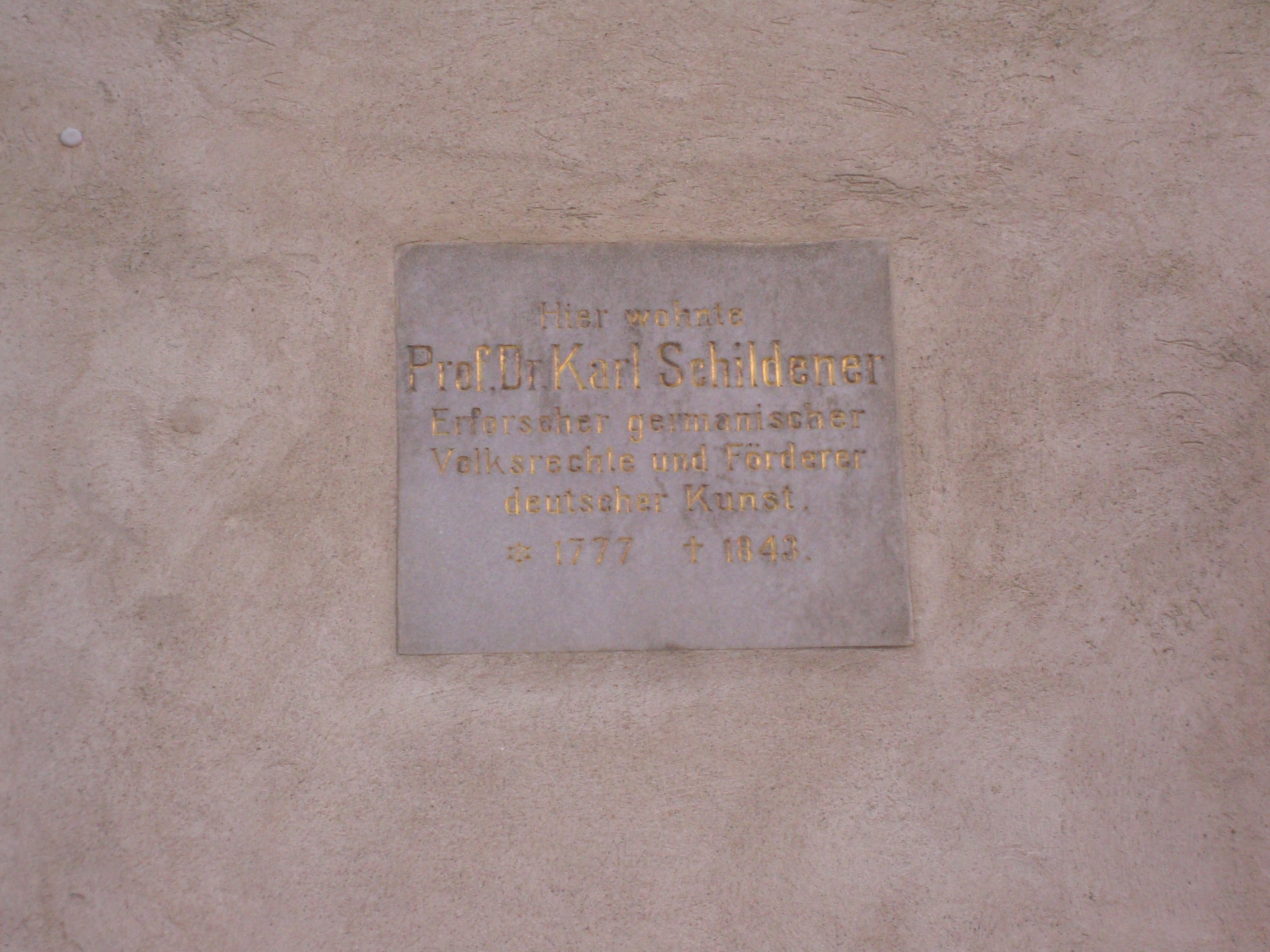
Gedenktafel für Karl Schildener in der Domstraße 10 in Greifswald

Karl Schildener wurde am 26. August 1777 in Greifswald im damaligen Schwedisch-Pommern geboren. Sein Vater war der Ratsapotheker Johann Karl Schildener (1739–1803), seine Mutter Christina Liboria (1752–1824) eine Tochter des Balzer Peter Vahl, Greifswalder Bürgermeister von 1788 bis 1792. Bereits 1792 wurde er als Student der Rechtswissenschaften an der Universität Greifswald eingeschrieben, ab 1796 studierte er an der Universität Jena. Dort wurde er 1798 zum Dr. jur. promoviert. 1800 begann er ein Studium des schwedischen Rechts an der Universität Uppsala. 1802 wurde er an der Universität Greifswald als Adjunkt Lehrer für schwedisches Recht. 
1806 wurde Schildener in eine schwedische Kommission berufen, die schwedische Gesetzestexte in die deutsche Sprache übersetzen sollte, damit diese für Schwedisch-Pommern übernommen werden sollten. Die Kommission, in der Schildener mit Ernst Moritz Arndt zusammenarbeitete, war zunächst in Lund und dann bis 1807 in Stockholm tätig. Die Hauptübersetzung „Das schwedische Reichs Gesetz, genehmigt und angenommen auf dem Reichstage im Jahr 1734“ wurde zwar noch 1807 in Stockholm veröffentlicht, aber nicht mehr in Pommern in Kraft gesetzt. Bei Abschluss der Arbeiten war Schwedisch-Pommern von Frankreich besetzt, so dass Schildener erst 1809 nach Greifswald zurückkehren konnte.  
Schildener wurde 1810 außerordentlicher Professor und 1814 ordentlicher Professor an der Universität Greifswald, später auch Rektor der Universität. 1818 veröffentlichte er erstmals in Deutschland das schwedische Volksrecht der Insel Gotland. 
Schildener war ein engagierter Kunstsammler und publizierte über zeitgenössische Kunst. Durch den Greifswalder Universitätszeichenlehrer Johann Gottfried Quistorp, bei dem er Unterricht nahm, wurde er angeregt, eine eigene Sammlung vorwiegend deutscher und skandinavischer Kunst aufzubauen.
Seit den 1820er Jahren verschlechterte sich sein Gesundheitszustand. Am 28. Dezember 1843 starb er in Greifswald.

## Familie
Karl Schildener war seit 1803 verheiratet mit Ingeborg Juliane Elisabeth Muhrbeck (1784–1824), einer Tochter des Philosophieprofessors Johann Christoph Muhrbeck. Die beiden hatten zwölf Kinder, darunter waren:
- Juliana Karolina Schildener (* 1806), verheiratet mit Georg Friedrich Schömann, Altphilologe in Greifswald
- Peter Christian Hermann Schildener (1817–1860), Professor der Philosophie in Greifswald

## Veröffentlichungen
- Ueber die schwedische Verfassung bei Gelegenheit der letzten Regierungsreform vom 6. Juni 1809. 1811.
- Guta-Lagh. Das ist: Der Insel Gothland altes Rechtsbuch. In der Ursprache und einer wiederaufgefundenen altdeutschen Übersetzung herausgegeben. Mit einer neudeutschen Übersetzung nebst Anmerkungen versehen. Ernst Mauritius, Greifswald 1818 (Digitalisat).